# Фауст (фильм, 2011)
«Фа́уст» (нем. Faust) — фильм режиссёра Александра Сокурова. Производством картины занималась кинокомпания Proline Film, продюсер фильма — Андрей Сигле. Премьера состоялась 8 сентября 2011 года в Италии. Картина снята на языке произведения. Это четвёртая работа Сокурова из задуманной тетралогии власти: «Молох» — «Телец» — «Солнце» — «Фауст».
Фильм получил премию «Золотой лев» на 68-м Венецианском кинофестивале.
Российская премьера прошла в Ульяновске 27 сентября 2011 года в Большом зале Ленинского мемориала. Премьерный показ в Санкт-Петербурге состоялся 26 января 2012 года в Большом зале Санкт-Петербургской филармонии. Выход в российский прокат состоялся 9 февраля 2012 года.

## Сюжет
Фильм снят по мотивам первой части трагедии Иоганна Вольфганга фон Гёте «Фауст». Повествование в основном строится на любовной линии Фауст — Маргарита.
В основе сюжета вся классическая немецкая легенда о Фаусте, окантованная некоторыми сюжетными линиями одноимённого произведения Гёте.
События разворачиваются в трудно идентифицируемом времени и пространстве. По ряду деталей (включая костюмы) — в эпоху написания гётевского «Фауста» (начало XIX века), но на период средневековья указывает не так много данных, чтобы можно было заявить о такой хронологической привязке. Вневременный характер повествования подчёркнут в начальных кадрах, содержащих явную изобразительную отсылку к эпической картине Альбрехта Альтдорфера «Битва Александра с Дарием»: зрителю предлагается динамическая экспозиция полуфантастического пейзажа с горами, городом и морем с высоты птичьего полёта.
Доктор Фауст, живя в эпоху зачинающегося прогресса, завершающего гуманистическую традицию существования человека, уже не удовлетворён теми ответами существования, которые предлагает ему церковь. Как интеллектуал своего времени он живёт с мыслью что на всё можно найти ответы если хорошенько покопаться в окружающем мире. Что если душа есть, её можно пощупать. С этого и начинается действие фильма: доктор судорожно копается в человеческих останках, в поисках души. Но её органа в теле нет.
Доктор озабочен проблемами существования посмертного бытия. Несмотря на поразительные знания и общественное признание ему нечего есть. И ему нужны лишь средства — попросту деньги. Поиск истины и смысла Бытия давно перестали быть целью. Всё это он в какой-то мере нашёл у ростовщика(он и есть Мефистофель): лукавого и комичного героя и, кажется, это даже общеизвестный в городе факт. Все знают, что если ростовщик разденется догола, то у него «спереди ничего нет». Даже адской силе в этом мире деньги даются с большим трудом, но чудо дьявол всё-таки совершает: в погребе Ауренбаха он проткнёт кирпичную кладку вилкой, похожей на рогатину, так, что из щели польётся вино. Там пьянствуют вернувшиеся после войны солдаты (которые наполнили город и побираются на каждом углу). Они напиваются и происходит пьяная драка, Фауст случайно убивает в ней человека, который окажется братом прекрасной девушки — Маргариты. Знакомство с Маргаритой началось чуть ранее с того, что Фауст заглянул ей под юбку и ему там многое понравилось. Фауст не требует прекрасного, ради которого он скажет «Остановись, мгновенье…», эта фраза не прозвучит здесь. Проблемы мироздания и вселенной его интересуют, но закажет он иное. Обеспокоенный и высоким чувством к девушке, и обычной похотью, он требует от ростовщика помочь ему соблазнить красавицу, устранив её пуританку-мать. Вскоре этой крикливой старухе становится известно, что это доктор Фауст убил брата Маргариты, и переспать с девочкой теперь будет сложнее, несмотря на деньги, добытые дьяволом с большим трудом. Тогда ростовщик, до того помогавший даром, и вынимает написанный от руки договор с ошибками, по которому Фауст и «продал свою душу» за ночь с Маргаритой. Ростовщик для этого отравил её мать и всех свидетелей. Фауст переспал с девушкой. Наутро в доме обесчещенной Маргариты появились десятки адских исчадий, мертвецов и чёрных кошек. Фауст оставил её (и труп матери) там и покинул спящую. Ростовщик и Фауст пустились в бега после такой череды злодеяний. Они прикинулись солдатами, по пути ещё встретили и убежали от привидения брата Маргариты (благодарного за свою смерть). Но совесть Фауста не позволила ему общаться с дьяволом, на которого проще всего переложить вину за похоть и кровь, и на фантастическом леднике Фауст забил своего адского друга камнями. «Кто же тебя кормить будет?» — скажет смеющийся ростовщик уже под булыжниками. В последние секунды картины уже с неба звучит голос Маргариты: «И куда же ты теперь идёшь?»
Присутствует в картине и друг Фауста — Вагнер: любящий хозяина как пёс, надоевший своей любовью и ревностью, но на самом деле завистливый творец в тени другого творца: гениальное творение Вагнера — Гомункулюс — хорошенький уродец, выращенный в колбе. Эта колба случайно разобьётся.

## В ролях
- Йоханнес Цайлер — Фауст
- Антон Адасинский — Маврикий, ростовщик (Мефистофель)
- Изольда Дюхаук — Маргарита (Гретхен)
- Ханна Шигулла — мнимая жена ростовщика
- Антье Леуолд — мать Гретхен
- Флориан Брюкнер — Валентин
- Георг Фридрих — Вагнер, ученик Фауста

## Награды
- Премия «Золотой лев», приз Future Film Festival Digital Award и приз SIGNIS на 68-м Венецианском кинофестивале[6]
- Премия Лучшему художнику-постановщику и Премия Джила Паррондо — Елене Жуковой на фестивале Gijón International Film Festival, Испания, 2011
- Премия КиноСоюза «Элем» за лучший фильм 2011 года[8]
- Премия «Белый слон» Гильдии киноведов и кинокритиков России за 2012 год в номинациях:
  - Лучший фильм — Александр Сокуров, Андрей Сигле
  - Лучшая режиссёрская работа — Александр Сокуров
  - Лучший сценарий — Юрий Арабов
  - Лучшая мужская роль второго плана — Антон Адасинский
- Премия «Ника»:
  - Лучший игровой фильм — Александр Сокуров, Андрей Сигле
  - Лучшая режиссёрская работа — Александр Сокуров
  - Лучший сценарий — Юрий Арабов
  - Лучшая мужская роль — Антон Адасинский
- Фильм также номинировался на премию «Ника» за лучшую операторскую работу (Брюно Дельбоннель), лучшую работу художника по костюмам (Лидия Крюкова), лучшую работа художника (Елена Жукова), лучшую музыка к фильму (Андрей Сигле).